# 오하마정 (아이치현)
오하마정(大浜町)은 아이치현 헤키카이군에 설치되었던 정이다. 현재의 헤키난시 중심부에 해당한다.